# K歌大明星
《K歌大明星》，官方英文名One in a Million，是台灣中視的音樂互動綜藝節目，友松娛樂製作，中視、友松娛樂、嘉毅國際共同投資，主持人為張小燕、阿Ken ，2017年7月1日20:00於中視首播，2017年9月23日播出最後一集後停播。因版權問題，中華電信MOD與四季線上影視以《萬秀豬王》覆蓋。

## 播出時間

### 首播
| 頻道       | 所在地 | 播映日期                    | 播出時間            | 備註 |
| ---------- | ------ | --------------------------- | ------------------- | ---- |
| 中視       | 臺灣   | 2017年7月1日－2017年9月23日 | 每週六 20:00－22:00 |      |
| 中天娛樂台 | 臺灣   | 2017年7月1日－2017年9月23日 | 每週六 22:00－24:00 |      |
| 中天綜合台 | 臺灣   | 2017年7月2日－2017年7月30日 | 每週日 22:00－00:00 |      |
| 中天綜合台 | 臺灣   | 2017年8月6日－2017年9月24日 | 每週日 21:30－23:30 |      |

## 概要
節目一開始則邀請幾位藝人來賓，進行「直播」，演唱一首歌，是以「歌唱接力」的方式進行。演唱完成後，隨即主持人帶領藝人群，到「包廂區」進行「包廂演唱」，也是以隨興之合力接唱方式進行。唱完後，主持人隨即展示五位參賽者，這五位參賽者會被安排在「直播室」，以「直播」的方式向主持人與來賓進行互動。
主持人宣布完與來賓演唱的指定歌曲後，五名素人則必須要與指定藝人共同演唱該歌曲。完成歌曲演唱後，首先來賓必須淘汰三名參賽者，被淘汰者之「直播室」燈光則會被關閉，表示該名參賽者被淘汰。完成淘汰後，來賓再選擇一位與他一起到「大舞臺」的參賽者，則該名參賽者就可以與來賓共同在「大舞臺」上合唱歌曲。完成選擇後，剩下沒被選擇的參賽者，也理所當然地被淘汰，與一開始被選擇並淘汰的三名參賽者一樣，變成第四位淘汰者，均不能上「大舞臺」之機會。
第7-13集，節目從原本五位參賽者改成三位參賽者，來賓必須先淘汰一名參賽者，再從剩下兩名參賽者中挑選一名與他一起上「K歌大舞臺」合唱歌曲。

### 接唱記歌詞
到達「大舞臺」的參賽者，除了可以一圓與藝人共同合唱歌曲的夢想外，還必須挑戰項目。在「大舞臺」的挑戰項目是〈接唱記歌詞〉，為來賓唱完一個段落時，參賽者就必須唱完剩下的部分。這個部分則是沒有任何大字報與螢幕字幕的輔助，完全由參賽者憑著對歌詞的記憶與認知，唱出該歌曲。而歌曲的選擇，則是由製作單位給予的「提示」，由參賽者自行選擇。能否選到為自己拿手的歌曲，有時也存在著些許的運氣。
參賽者必須完全並正確地唱出歌詞，才能取得獎金。獎金結構如下：
- 唱對第一選歌指定部分，則為新臺幣獎金10,000；若唱錯則不能繼續闖關且該關無獎金。
- 唱對第二選歌指定部分，則為新臺幣獎金30,000；若唱錯則不能繼續闖關且上一關獎金10,000折半為5,000。
- 唱對第三選歌指定部分，則為新臺幣獎金50,000；若唱錯則不能繼續闖關且上一關獎金30,000折半為15,000。[註 1]

除上述規則外，製作單位對於該部分，有相當嚴格的要求，除了歌詞不能有錯誤、漏唱以外，還不得有走音情況，甚至演唱藝人與觀眾席觀眾，也不可以有任何洩漏答案（幫唱）之情節，否則均算失敗。在「觀眾席洩漏答案」部分，洩漏答案之觀眾，可能會被製作單位要求該階段獎金的賠償。

## 收視率列表

### 中視週六晚間首播
| 播映日期      | 每週集數 | 收視平均 | 排名 | 備註     |
| ------------- | -------- | -------- | ---- | -------- |
| 2017年7月1日  | 1        | 0.70     | 4    |          |
| 2017年7月8日  | 2        | 0.86     | 4    |          |
| 2017年7月15日 | 3        | 0.49     | 4    |          |
| 2017年7月22日 | 4        | 0.55     | 4    |          |
| 2017年7月29日 | 5        | 0.80     | 4    |          |
| 2017年8月5日  | 6        | 0.58     | 4    |          |
| 2017年8月12日 | 7        | 0.92     | 4    |          |
| 2017年8月19日 | 8        | 0.70     | 4    |          |
| 2017年8月26日 | 9        | 0.98     | 4    |          |
| 2017年9月2日  | 10       | 1.00     | 4    |          |
| 2017年9月9日  | 11       | 1.26     | 4    |          |
| 2017年9月16日 | 12       | 1.07     | 4    |          |
| 2017年9月23日 | 13       | 1.11     | 4    | 最後一集 |

- 同時段綜藝節目：台視《綜藝3國智》、民視《台灣那麼旺》
- 資料來源：凱絡媒體週報（页面存档备份，存于）

## 外部連結
- K歌大明星的Facebook專頁
- inLive 硬直播-K歌大明星在App Store的下載頁面 （页面存档备份，存于）
- 硬直播-K歌大明星在Google Play的下載頁面 （页面存档备份，存于）

## 節目的變遷
| 中視 星期六 20:00~22:00       | 中視 星期六 20:00~22:00                    | 中視 星期六 20:00~22:00                    |
| ----------------------------- | ------------------------------------------ | ------------------------------------------ |
|                               | K歌大明星 （2017年7月1日－2017年9月23日）  |                                            |
| 萬秀豬王（重播）              | 希望之星 （2017年10月7日－2017年12月30日） |                                            |
| 中天娛樂台 星期六 22:00~24:00 |                                            |                                            |
| 中國新歌聲                    | K歌大明星 （2017年7月1日－2017年9月23日）  | 希望之星 （2017年10月7日－2017年12月30日） |